# De Lijn

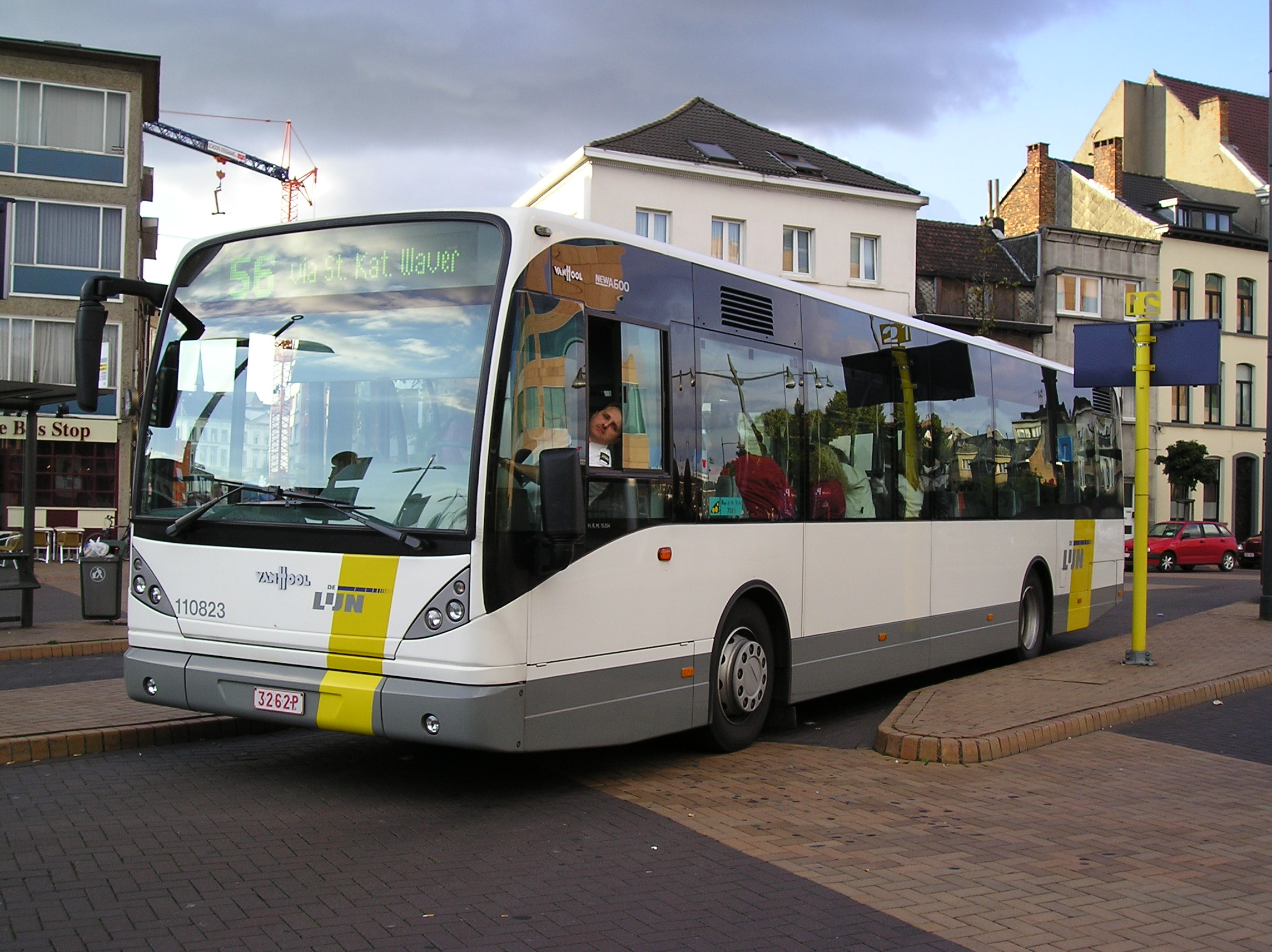
Linienbus von De Lijn in Mechelen

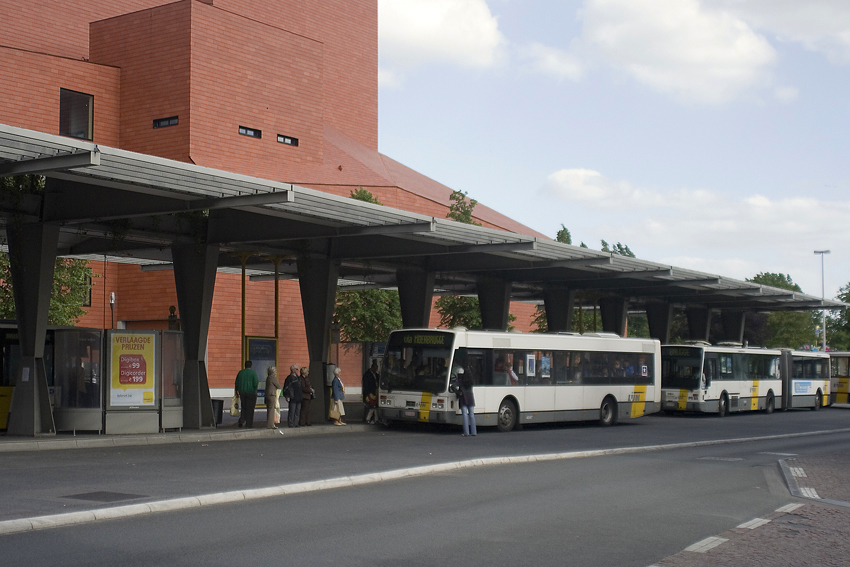
Busbahnhof ’t Zand in Brügge mit Bussen von De Lijn

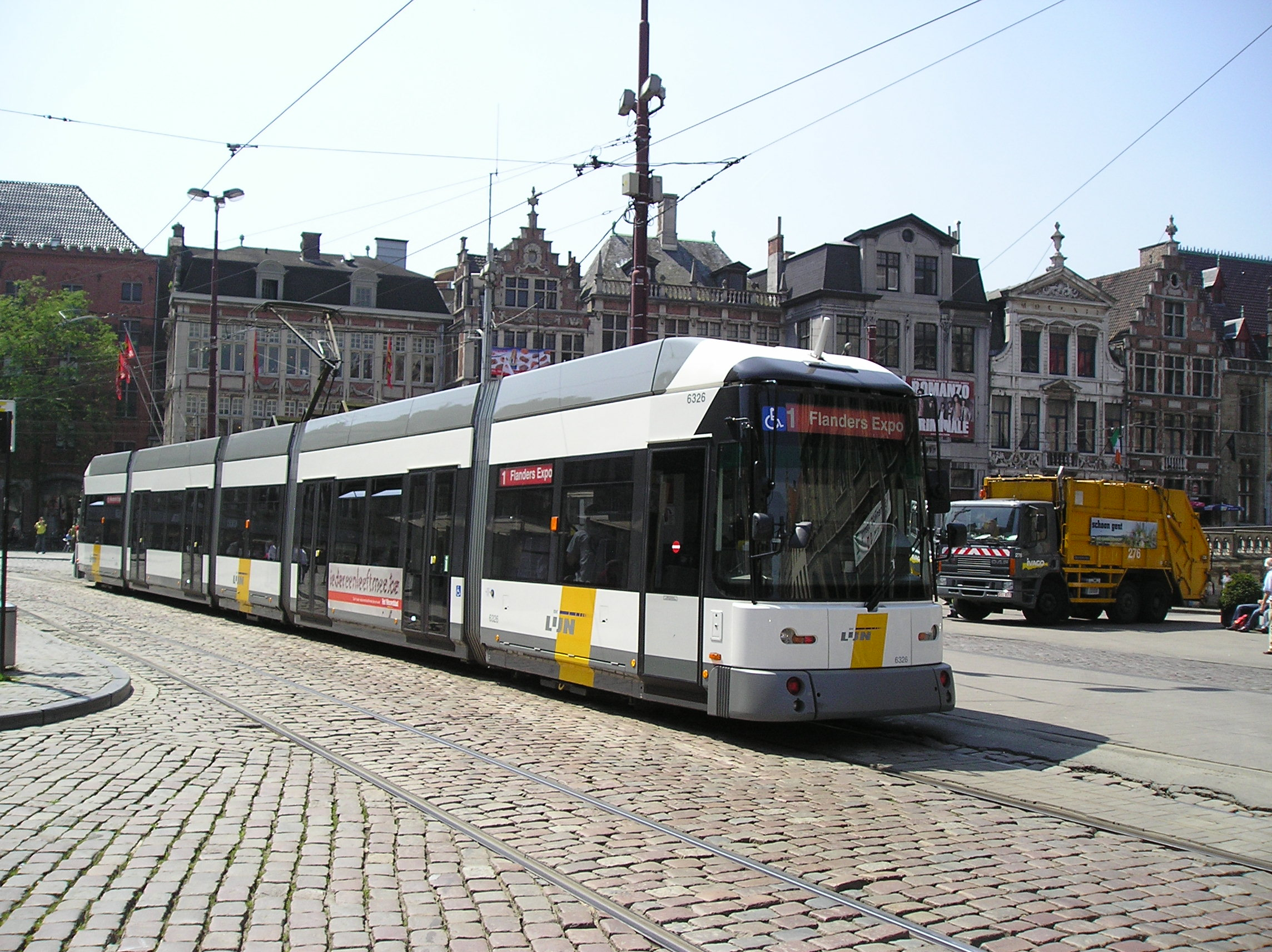
Niederflur-Straßenbahn „HermeLijn“ von De Lijn in Gent

De Lijn, ausgesprochen „de läin“, zu deutsch „Die Linie“, ist ein belgisches Verkehrsunternehmen. Der vollständige Name lautet Vlaamse Vervoermaatschappij «De Lijn», deutsch Flämische Transportgesellschaft «De Lijn». Es betreibt ein umfangreiches Linienbusnetz sowie mehrere Straßenbahnnetze in den flämischen Provinzen in Belgien.
Manchmal ist mit De Lijn die, von „De Lijn“ betriebene, Kusttram gemeint. Diese verbindet die Orte an der flämischen Nordseeküste und ist die längste Straßenbahnlinie der Welt.
De Lijn ging im Rahmen der belgischen Regionalisierung 1991 hervor aus der bis dato landesweit operierenden Nationalen Kleinbahngesellschaft (ndl. NMVB, frz. SNCV), die neben der Belgischen Staatsbahn (NMBS/SNCB) größter Anbieter von Personenverkehr in Belgien war. Zur selben Zeit entstand für die Wallonische Region die Gesellschaft Transport en Commun, abgekürzt TEC. Für die Region Brüssel-Hauptstadt war zuvor bereits die STIB/MIVB gegründet worden. De Lijn übernahm in den flämischen Landesteilen das Verkehrsnetz, die Mitarbeiter und auch den Fahrzeugpark der Vorgängergesellschaft. Ebenfalls gingen in De Lijn die Nahverkehrsbetriebe der Städte Antwerpen und Gent auf.
Wichtigster Betriebsteil ist mit Abstand der Busbetrieb, der sowohl Innenstadt- und Überlandverkehr als auch Verbindungen zwischen größeren Orten auf mittlerer Distanz (als Ergänzung zum Eisenbahnnetz) umfasst. Vom ehemals umfangreichen Kleinbahn- und Straßenbahnnetz der Vorgängergesellschaft war bereits bei der Gründung von De Lijn der größte Teil nicht mehr in Betrieb.

## Schienenverkehr
Als schienengebundene Verkehrsträger unterhält De Lijn noch heute:
- die Premetro Antwerpen
- die Straßenbahn Gent
- die Kusttram, eine Straßenbahnlinie, die die Orte an der flämischen Nordseeküste verbindet.

Der Fuhrpark umfasste Ende 2022 429 Straßenbahnwagen.

## Oberleitungsbusverkehr
Von 1989 bis 2009 betrieb De Lijn, ebenfalls in der Stadt Gent, den Oberleitungsbus Gent. Er war der letzte Oberleitungsbus-Betrieb Belgiens, es waren 18 Gelenkwagen im Bestand. 

## Omnibusverkehr
Zum Stichtag 31. Dezember 2022 hatte De Lijn 2.235 Omnibusse im Bestand. Schon 2017 wurden bei VDL Bus & Coach 66 Citea SLE Hybrid in Auftrag gegeben. 2018 kamen in einem Folgeauftrag weitere 146 Hybridbusse und sieben Batteriebusse vom Typ Citea SLF-120 Electric hinzu.
Bereits seit 2022 werden ausschließlich Batteriebusse bestellt. 2035 soll die Omnibusflotte komplett lokal emissionsfrei betrieben werden.

## Fahrgastzahlen
Im Jahr 2003 beförderte De Lijn bei einer Bevölkerung im Bedienungsgebiet von etwa 6,5 Millionen Einwohnern circa 362 Millionen Fahrgäste, im Jahr 2007 waren es bereits etwa 483,2 Millionen.